# 新聞通信社
株式会社新聞通信社（しんぶんつうしんしゃ）は、新聞業界の動向を扱う専門紙『新聞通信』や、業界便覧である『新聞販売便覧』の発行を行なっている日本の新聞社。

## 沿革
1918年に、月刊誌「新聞及新聞記者」を出版する新聞及新聞記者社が設立され、その後、新聞研究所と改称して、日刊業界紙『新聞研究所報」の発行を始めたが、これらは、最初期の新聞業界誌紙とされる。新聞研究所の所長となった永代静雄は、1927年に「新聞通信記者及び従業員養成の専門的機関」として夜学の教育課程を計画し、日本新聞学院を開設したが、これは本格的な発展はしなかった。
第二次世界大戦中の1942年に、新聞研究所は、（旧）新聞通信社、新聞解放社が統合合併して、新聞通信社となったが1943年に休刊となり、戦後は1946年に復刊した。
『新聞通信』は、週刊、週2回刊、日刊と時期によって刊行頻度が異なるが、2015年現在は週2回刊である。